# Ernst Wilhelm Wolf
Ernst Wilhelm Wolf (født 25. februar 1735 i Großenbehringen ved Gotha, Thüringen; død 1. december 1792 i Weimar) var en tysk hofkapelmester, pianist og komponist.

## Liv og gerning
Ernst Wilhelms ældre broder Ernst Friedrich var en organist og komponist, som havde studeret med Gottfried Heinrich Stölzel. Wilhelm gik på gymnasiet i Eisenach og Gotha. Han påbegyndte sine universitetsstudier ved Universitetet i Jena i 1755, men beskæftigede sig mest med musik og fik ansvaret for at lede byens collegium musicum, hvilket gav ham mulighed for at opføre egne kompositioner.
Efter ophold i Leipzig og Naumburg an der Saale, endte han i Weimar som hertuginde Anna Amalie af Sachsen-Weimar-Eisenachs klaverlærer. I 1761 blev han udnævnt til koncertmester og organist ved hertugindens kapel, og i 1772 blev han hofkapelmester.
Han giftede sig med Maria Carolina Benda i 1770, en datter af violinisten Franz Benda og selv komponist, cembalist og sanger.
Wolf var påvirket af Carl Philipp Emanuel Bachs klaverværker og de kirkelige vokalværker af Carl Heinrich Graun.
Wolf skrev sceneværker, verdslige og kirkelige kantater, oratorier, passioner, lieder, sonater, kvartetter for strygere og anden kammermusik, symfonier, partitaer og solokoncerter (altovervejende for cembalo). Han skrev også om musik, mest kendt er Lehrwerk Musikalischer Unterricht, Dresden 1788.